# Retablo con la Madre de Dios y santos
El Retablo con la Virgen María y santos es una obra gótica de 1470 atribuida al pintor Jaume Huguet.
Es un retablo de devoción personal dedicado a la Virgen María. Una sedas sapientiae ocupa la imagen central con un ademán que recuerda mucho la Virgen María del Retablo de la Epifanía, especialmente el peinado y la expresión infantil del rostro de la Virgen tan típicamente huguetiana. La imagen central está rodeada por dos escenas del ciclo de la Pasión de Cristo y seis imágenes de santos. 

## Datos de contexto

### Autor
Jaume Huguet (Valls 1412 - Barcelona 1492) fue un pintor gótico catalán con un estilo que evolucionó del gótico internacional hacia las innovaciones incorporadas desde la pintura flamenca. Su formación se realizó entre Valencia, Tarragona y Barcelona, si bien no se descarta que pudiera haber visitado Cerdeña o Nápoles, que formaban parte de la corona de Aragón. Desarrolló su máxima actividad en Barcelona a partir de 1448, donde creó un taller que prácticamente monopolizó la realización de retablos en Cataluña durante la segunda mitad del siglo XV, un golpe muertos Bernat Martorell y Lluís Dalmau. Su taller incorporó a sus discípulos y también a miembros de la familia Vergós, con quién mantuvo una estrecha relación personal y que son considerados coautores de este retablo.
Una parte importante de su obra se ha perdido en revueltas que han destruido las iglesias que las contenían y la mayoría de obras conservadas son paneles de retablos que han sido desmontados.[2]

### Estilo

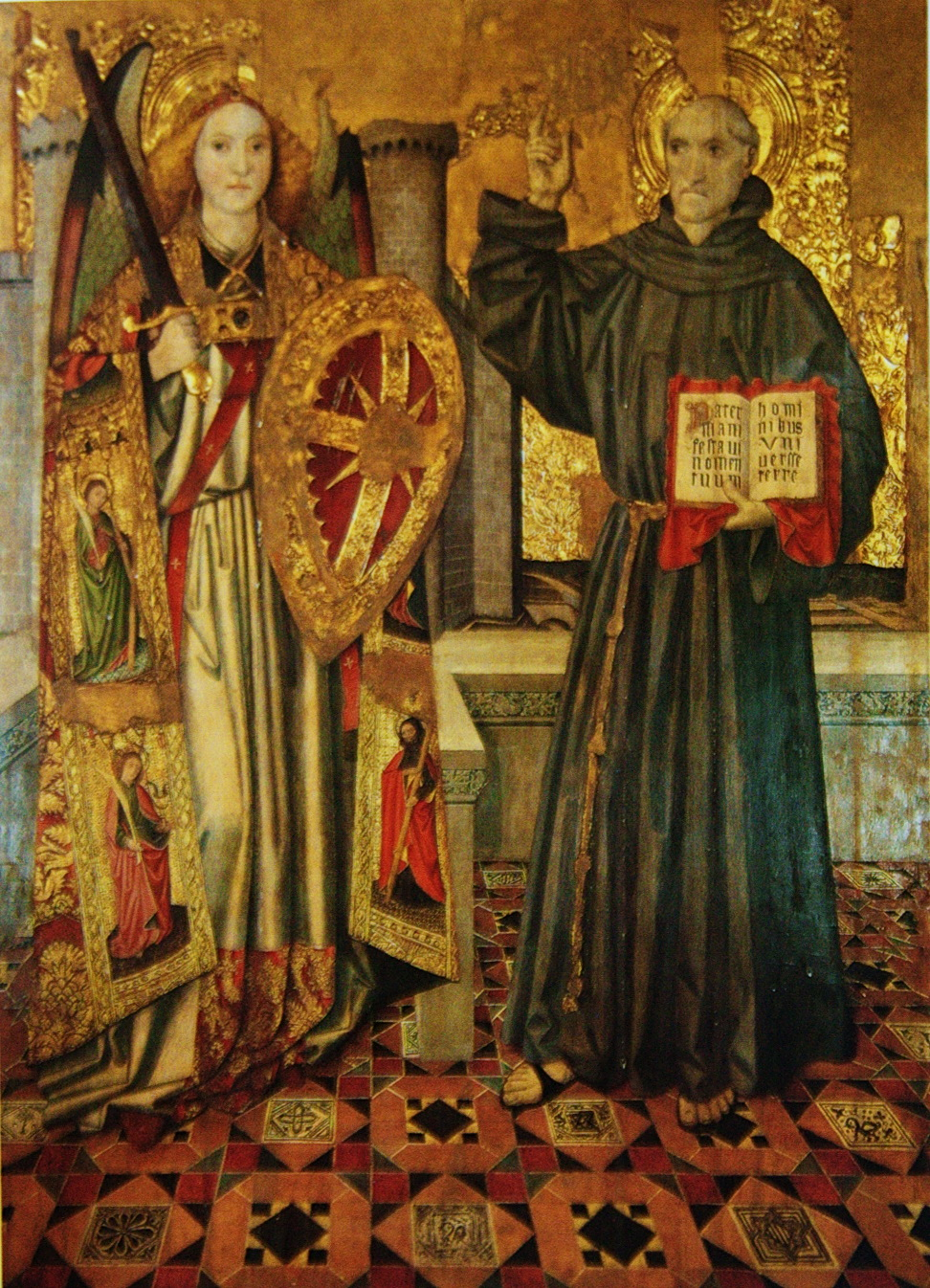
Retablo de San Bernardino y Ángel Custodio

La estructura de las imágenes responde a una distribución tripartita desplegada en Cataluña a mediados de siglo XV. A los lados de la mesa central, que es de medida más grande, se sitúan imágenes de cuerpo entero otras devociones, mientras que las imágenes narrativas del titular del retablo pasan al piso superior y al bancal.[3] Cómo es habitual en la obra madura de Huguet, los cielos del fondo de las escenas son dorados. El tono general de los personajes es de una gran sencillez comparada con otras obras del mismo pintor. Por ejemplo, la dalmática de color verde del ángel custodio no tiene nada que ver con las ricas vestimentas que luce en la mesa central del Retablo de Santo Bernardino y Ángel Custodio de la catedral de Barcelona, o la austeridad del trono de la Virgen María en comparación con la rica decoración del Retablo de Vallmoll; de hecho, la estructura pétrea con un respaldo de ropa con brocado se asemeja al de Maria Magdalena del Retablo de Pertegàs, actualmente a la Fundación Gòdia.

## Historia
El retablo entró en el Museo Episcopal en una fecha indeterminada de finales del siglo XIX procedente de una casa particular de Vic.[1] Probablemente es por eso que se encuentra en un estado de conservación muy bueno. Algunos historiadores habían especulado con la posibilidad de que fuera la parte central de un tríptico, tesis descartada por Ainaud, puesto que la estructura de imágenes de la mesa ya la configura como un miniretablo.[3]

## Descripción
A pesar de parecer tener una estructura de tres calles y tres pisos, en realidad sólo son dos pisos con un bancal de tres imágenes que tienen unas medidas diferentes en los pisos superiores. Las reducidas dimensiones no permiten desarrollar escenas narrativas y el retablo se convierte en un compendio hagiográfico girando sobre el eje central de carácter cristológico.[3]
La imagen central de la Virgen María sediente con el Niño está flanqueada por las figuras del arcángel San Miguel venciendo a Lucifer,[1] en la mesa de la izquierda, y Ángel Custodio en la derecha.
San Miguel viste de miles Christi con equipamiento militar, un escudo en la mano izquierda y una lanza en la derecha. Trae el pecho cubierto con un peto con una gran cruz central y está cubierto por un manto de color rojo recogido al cuello con un broche.[3]
Ángel Custodio difiere de que el mismo Huguet representara el Retablo de San Bernardino y Ángel Custodio de la catedral de Barcelona. Allí vestía como un militar con escudo y espada, además de estar cubierto con una capa pluvial que le aportaba un alto rango eclesiástico, pero en este retablo está representado vestido con una dalmática de color verde y sostiene unas disciplinas en la mano derecha y una corona en la izquierda. Las disciplinas (como la espada del mencionado Custodio de la catedral) representa el «castigo de Dios» como por ejemplo la peste que asolaba durante el siglo XV. De aquí viene la expresión «azote de la peste». La corona, en contraprestación, significa el premio de la gloria celestial.[4]

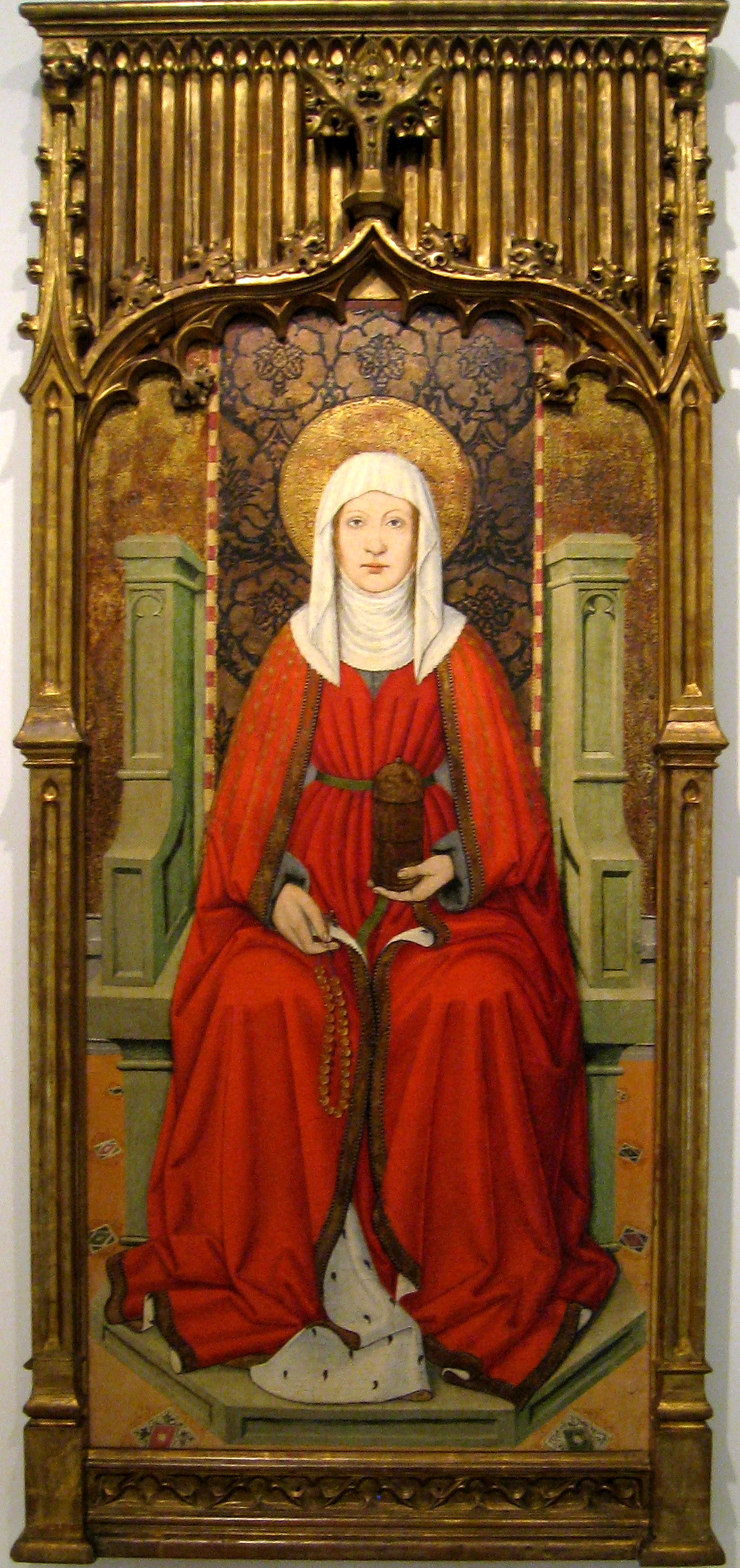
Maria Magdalena de Huguet, con igual vestimenta. El trono es similar al que aquí entroniza la Virgen María.

En la mesa central del piso superior hay la figura de Cristo clavado en la cruz, solo, en medio de un paisaje deshabitado, que transmite pulsión de muerte y desolación. Es una escena vacía de todos los personajes habituales de los abigarrados calvarios de la obra huguetiana. El paisaje, a pesar de ser mucho más baldío, recuerda la orografía del que se muestra en el Retablo de la Transfiguración de la catedral de Tortosa, puesto que más que situar la Cruz en el monte Gòlgota parece que esté en un valle entre dos montañas que el artista prolonga a las mesas laterales del piso superior. En estas dos mesas se muestran San Juan Bautista y Maria Magdalena, dos de los discípulos más estimados de Jesús y presentes en su crucifixión. 
San Juan Bautista, el apóstol que bautizó a Jesús, estaba destinado a propagar su credo desde que nació, tal como le vaticinó su padre Zacarías diciendo: «Y a ti, niño, te dirán profeta del Altísimo, porque irás delante del Señor a preparar sus caminos».[Lucio 1:76-77] Es, pues, uno de los eslabones que tendrán que enlazar el sacrificio de Cristo con la difusión de su palabra. Huguet lo representa vestido con pieles de animales y con un cordero en los brazos, sus atributos tradicionales.
Magdalena está de pie y va vestida con un rico manto de color rojo con un armiño, sosteniendo en las manos un rosario y un frasco de perfume, objetos simbólicos de la santa. Huguet usó unas vestimentas iguales a la imagen de la Magdalena del Retablo de Pertegàs, actualmente en la Fundación Gòdia.
La figura de Magdalena destacó como proclamadora del evangelio, una acción que empezó en el mismo momento de la Resurrección de Jesús cuando descubre la tumba vacía[Juan 20:11] y es la primera en comunicarlo a los apóstoles. [Juan 20:18] Este hecho y su trayectoria pionera en la evangelización hizo que los padres de la Iglesia y los escritores eclesiásticos la reconocieran como discípula de Jesús y la denominaran isapostolos ('igual que un apóstol') en la Iglesia ortodoxa oriental y apostola apostolorum ('apóstol de los apóstoles') en la Iglesia occidental.[5]

### Badén

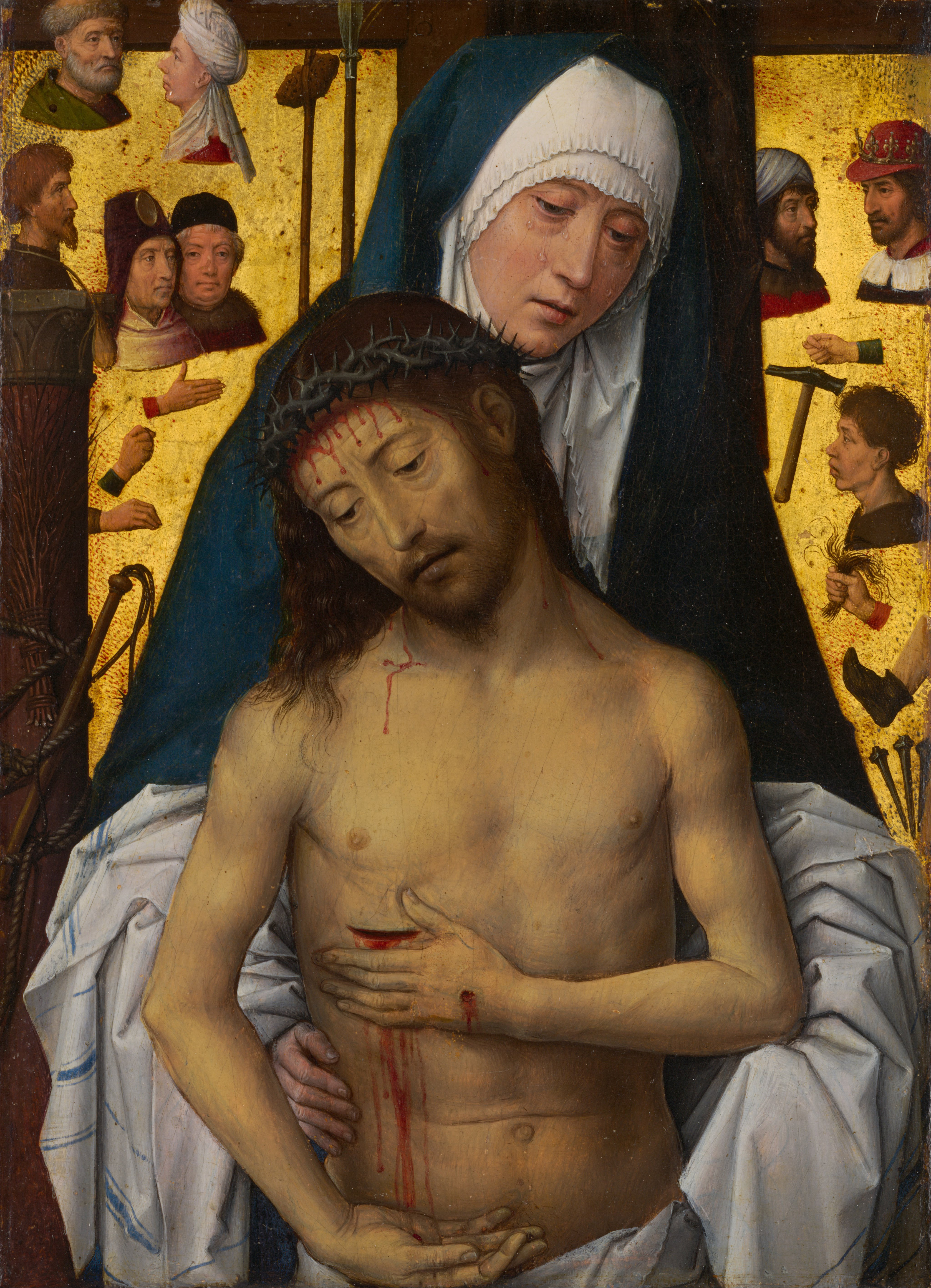
Christus patiens de Hans Memling, National Gallery of Victoria, Melbourne (1475)

- Datos: Q11945383